# Успенка (Благовещенский район)
Успенка (баш. Успенка) — деревня в Благовещенском районе Башкортостана, относится к Изяковскому сельсовету.

## Население
| 2002 | 2009 | 2010 |
| ---- | ---- | ---- |
| 131  | ↗143 | ↘139 |

Национальный состав
Согласно переписи 2002 года, преобладающие национальности — марийцы (40 %), русские (31 %).

## История
Деревня Успенка была основана в первой половине 1920-х годов при реке Изяк. Предположительно, основателями поселения были местные русские крестьяне — бывшие жители Крюковского починка.
До 1930 года данный населенный пункт фигурировал как поселок 1-й Успенский в составе Благовещенской волости Уфимского кантона АБССР. А затем Успенка вошла в состав Ильино-Полянского сельсовета. С середины XX века и по настоящее время относится к Изяковскому сельсовету.
По данным 1939 года, в деревне проживали 125 человек, количество которых с годами менялось, но незначительно. На сегодняшний день жителями деревни являются русские, марийцы и татары.

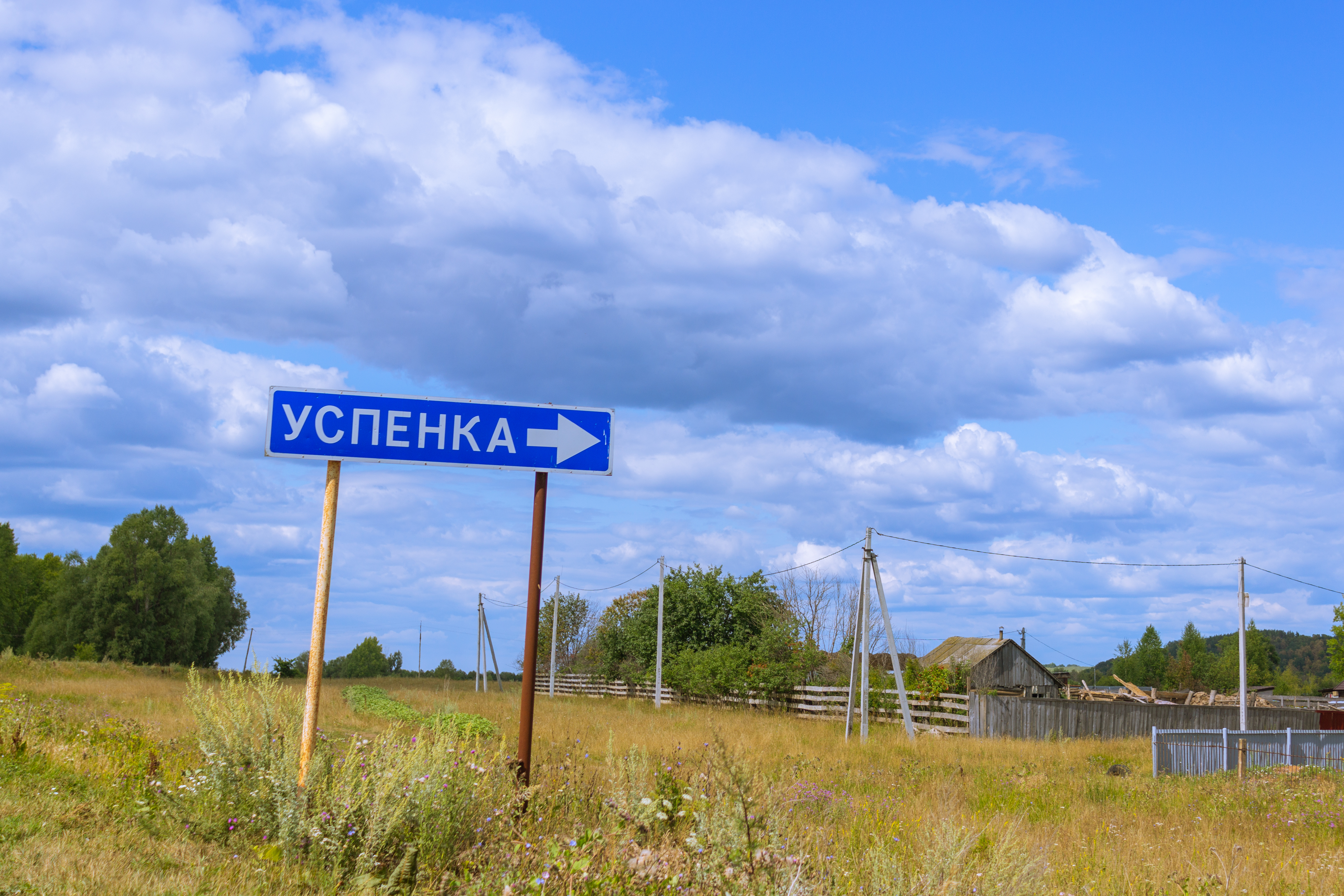
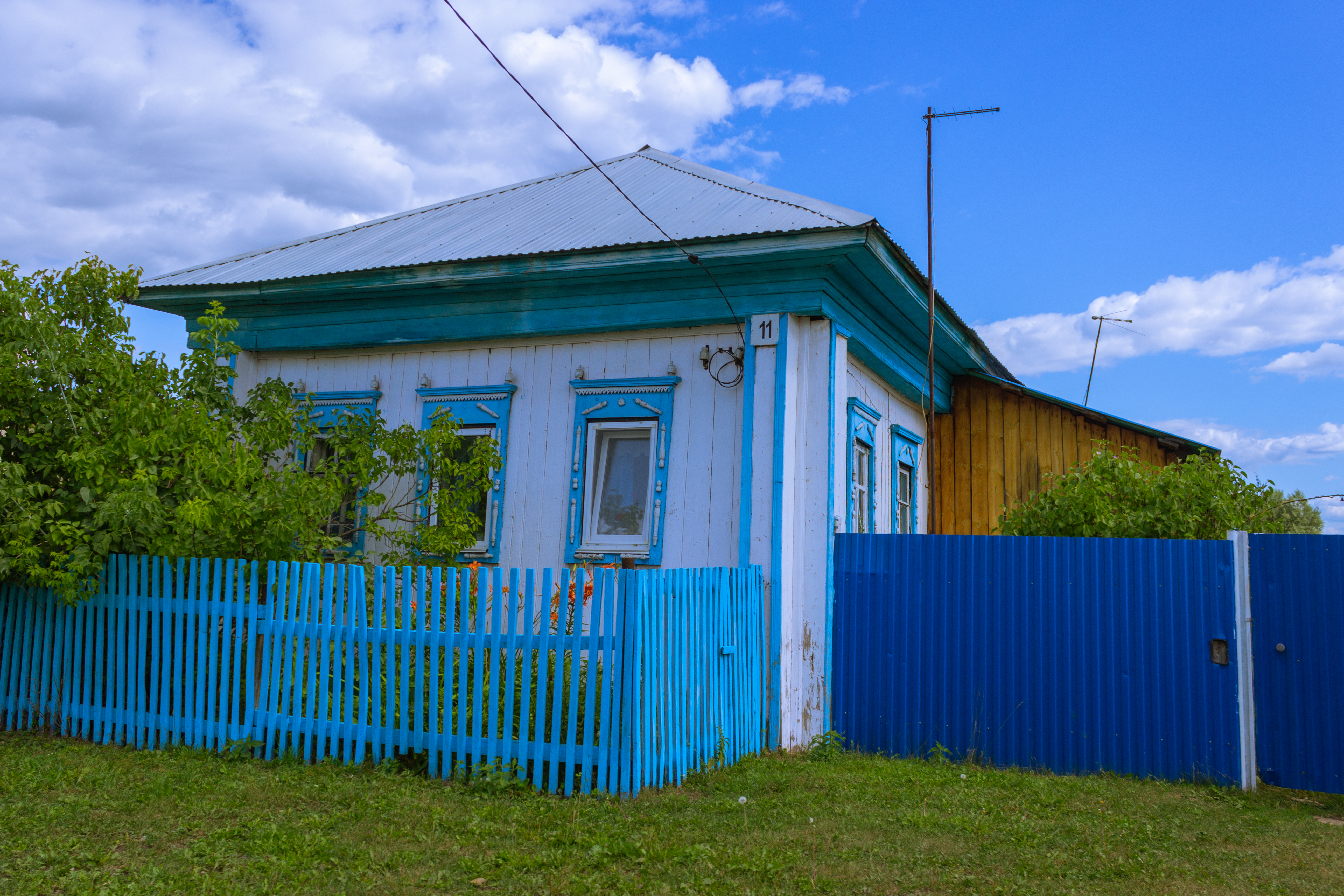
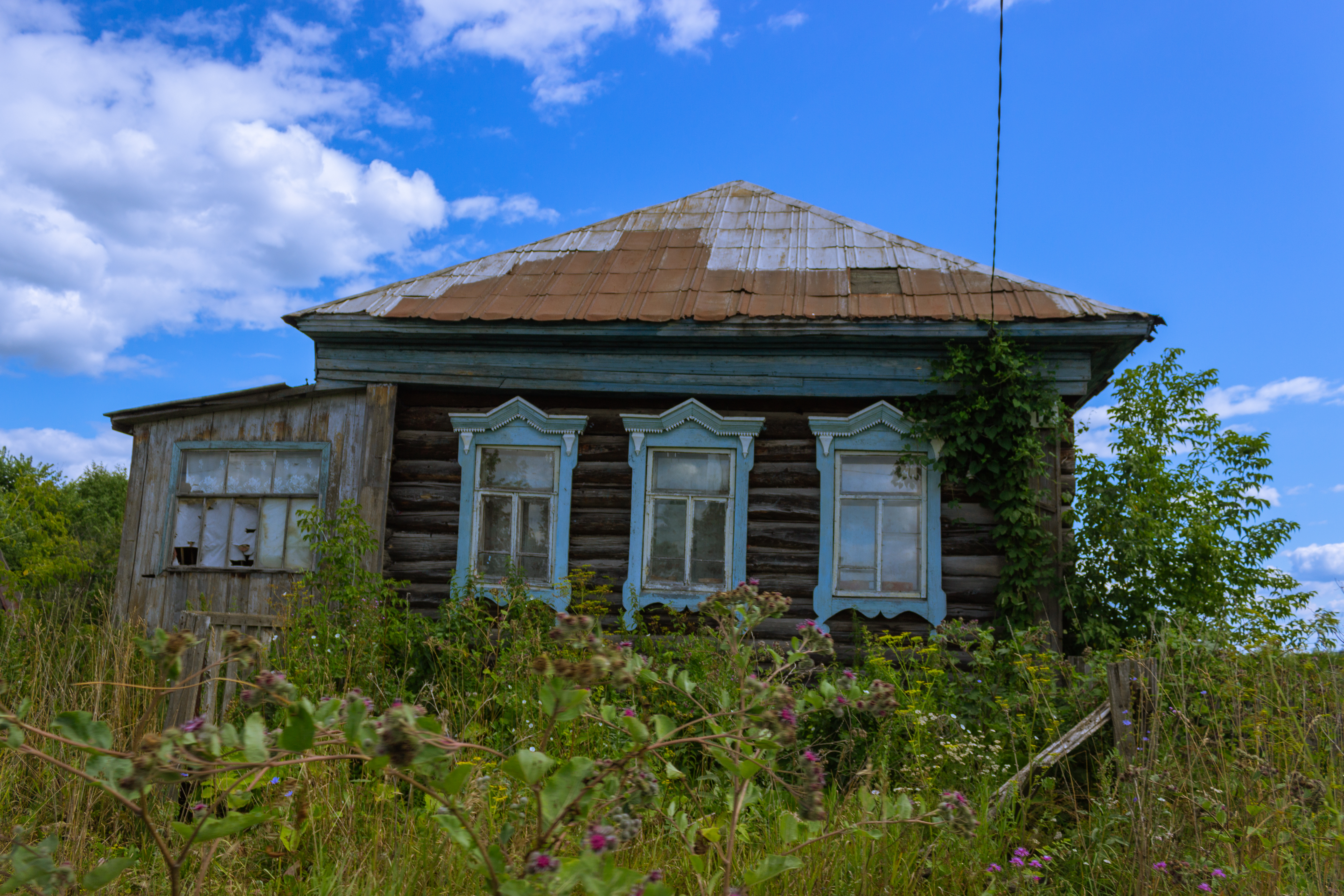

## Географическое положение
Расстояние до:
- районного центра (Благовещенск): 22 км,
- центра сельсовета (Верхний Изяк): 1 км,
- ближайшей ж/д станции (Загородная): 19 км.